# Senet de Barrabés
Senet de Barrabés (oficialmente y en catalán, Senet o Senet de Barravés) es una entidad local descentralizada del municipio de Vilaller, en la comarca de la Alta Ribagorza, en la provincia de Lérida (Cataluña, España).

## Descripción
El pueblo está situado en el valle de Barrabés a una altura media de 1340 m s. n. m., a la izquierda del río Noguera Ribagorzana y a pocos kilómetros de la boca sur del túnel de Viella. Está comunicado por una vía asfaltada con la carretera nacional N-230 Lérida-Viella y con el pueblo de Aneto, perteneciente a la provincia de Huesca, separados por escasos 800 m. El río, es la frontera natural entre las provincias de Lérida y Huesca, y por consiguiente, de las comunidades de Cataluña y Aragón.
Las casas son de dos o tres plantas, sobre todo las más antiguas. La iglesia, románica, está guardada por las cruces del cementerio que se encuentra delante de la puerta de entrada a la misma, data de los siglos XI-XII y está dedicada a Santa Cecilia.
También cuenta  con un recinto emplazado al final del pueblo, este es " la serradora", que es un centro de información.

## Demografía
Dadas las condiciones meteorológicas severas, en invierno reside asiduamente la mitad de la población.
| Gráfica de evolución demográfica de Senet de Barrabés entre 1990 y 2006 |
|                                                                         |

## Economía
La economía de la localidad está basada en la ganadería con vacas y becerros de la clase llamada «bruna del Pirineo» y pastoreo para ovejas durante el verano. También hay dedicación a la madera del pino negro y haya, hoy en día muy comprometida por la explotación abusiva que sufren los bosques y las talas destructivas.
También cuenta con importantes instalaciones hidroeléctricas.

## Asociaciones
En Senet existe una asociación, llamada La Boixeriga, que surgió después de una tentativa de la construcción de una nueva instalación hidroeléctrica en el valle de Besiberri, lo que provocó la reacción de los vecinos formando la asociación de carácter conservacionista, que finalmente evitó la construcción de una nueva presa y la central hidroeléctrica.

## Fiestas

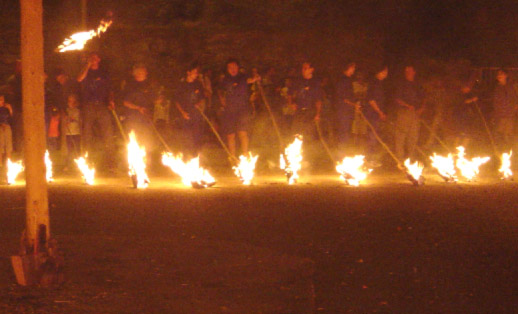
Bajada de fallas de Senet. Es el foc baixat de la muntanya, cent falles esperen, per rendirse a la foguera

- Romería de San Isidro – Celebrada el 15 de mayo, se realiza una romería con cantos en Estarredono.
- Bajada de fallas – Celebrada para la verbena de San Juan, el 23 de junio. Desde la montaña se hace un descenso de fallas.
- Fiesta Mayor – celebrada el 24 de junio, festividad de San Juan

## Lugares de interés
- En la parte norte del término, en el límite con el Valle de Arán, está el valle de Besiberri, con picos del mismo nombre, zonas de gran belleza natural.